# حادثة منى 1990
حادثة تدافع نفق المعيصم 1990 هي حادثة تدافع حصلت بين الحجاج في موسم الحج عام 1410 هجري الموافق 2 يوليو من عام 1990 في نفق المعيصم في مكة المكرمة و قالت الحكومة السعودية بأن عدد الوفيات 1426 حالة وفاة معظمهم من الحجاج الآسيويين و كانت أسباب الوفاة بسبب التدافع و الزحام، 